# Technische Hochschule Lübeck

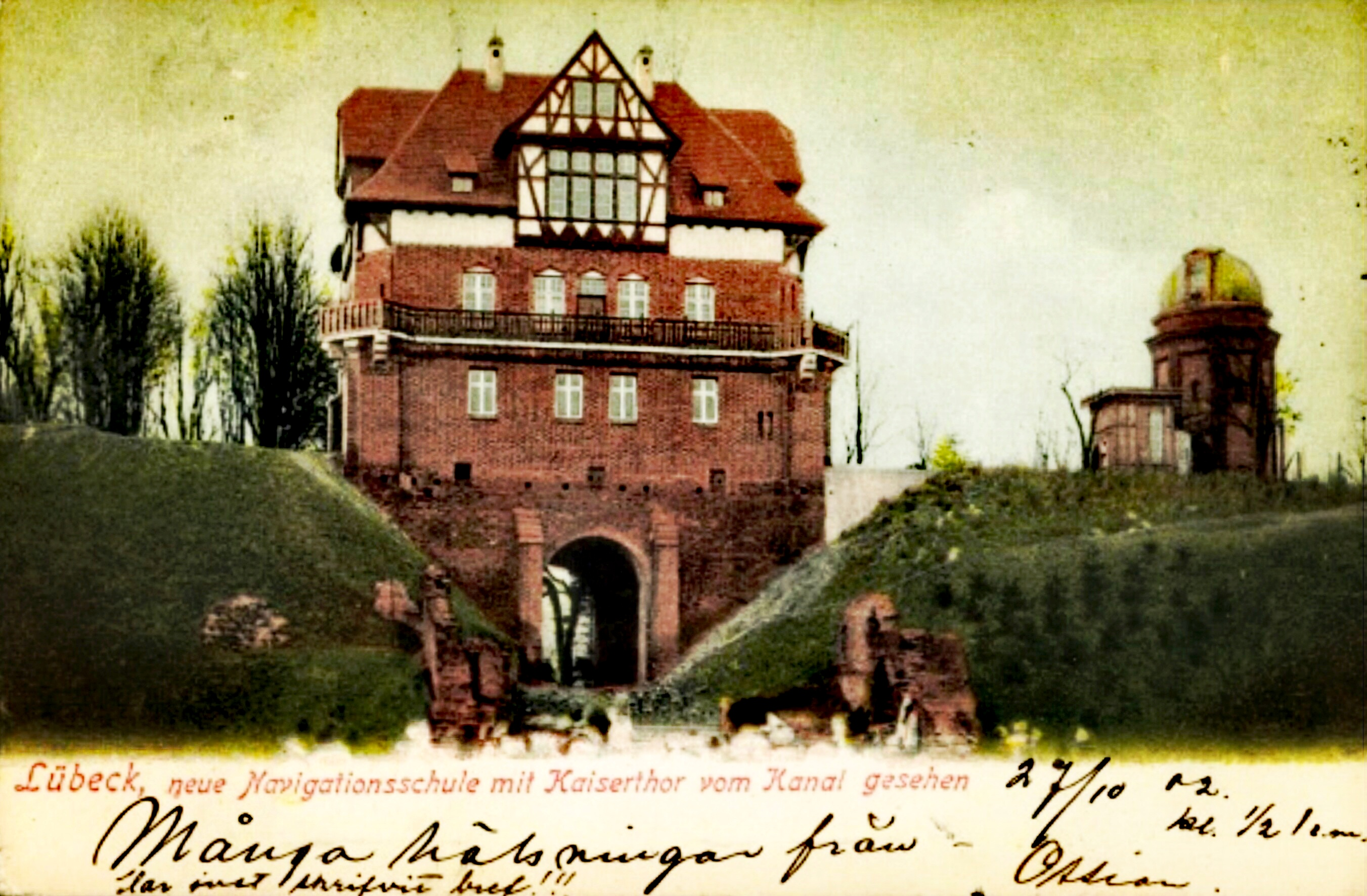
Navigationsschule auf dem Kaisertor

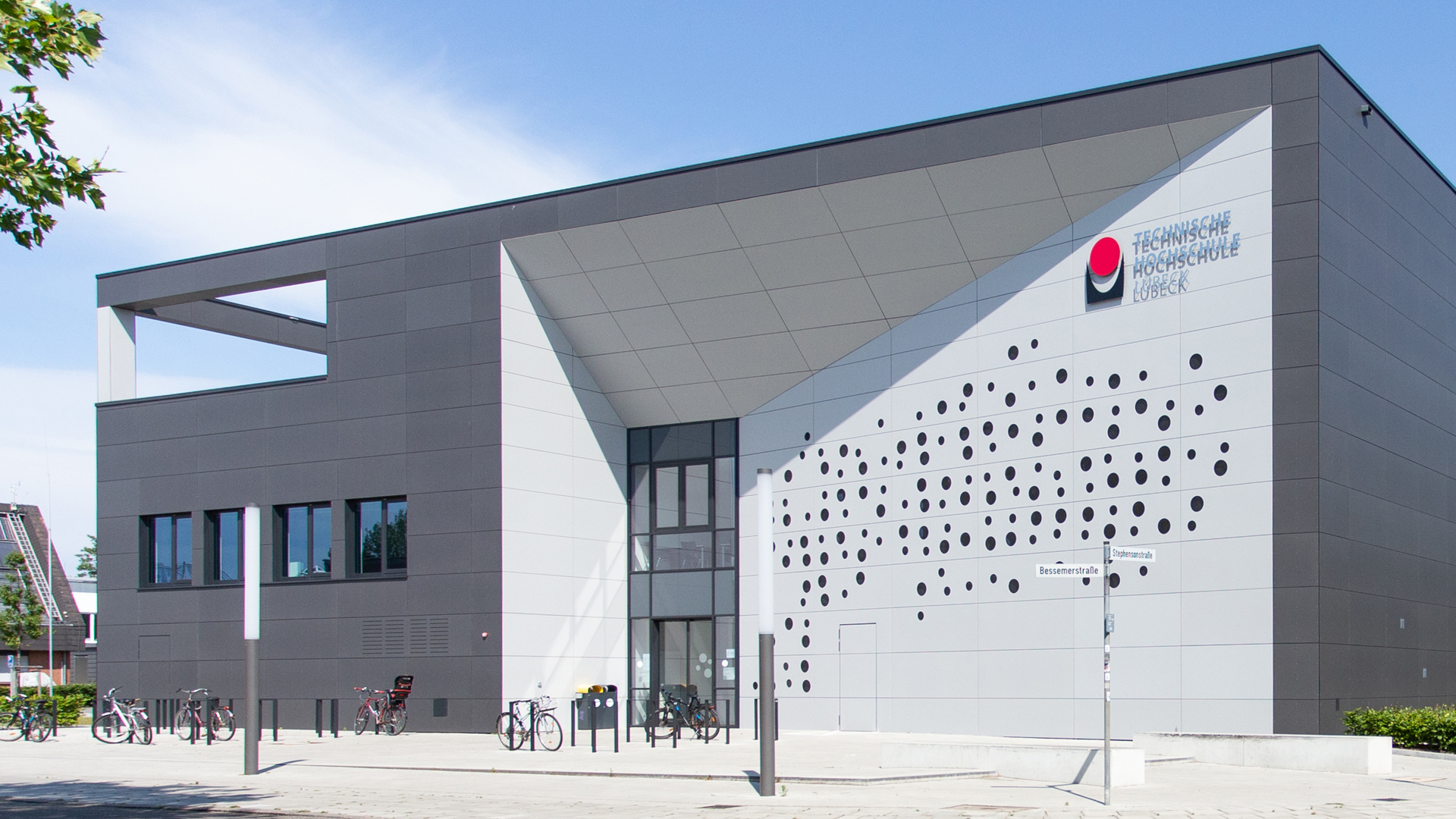
Neues Hörsaalgebäude (2019)

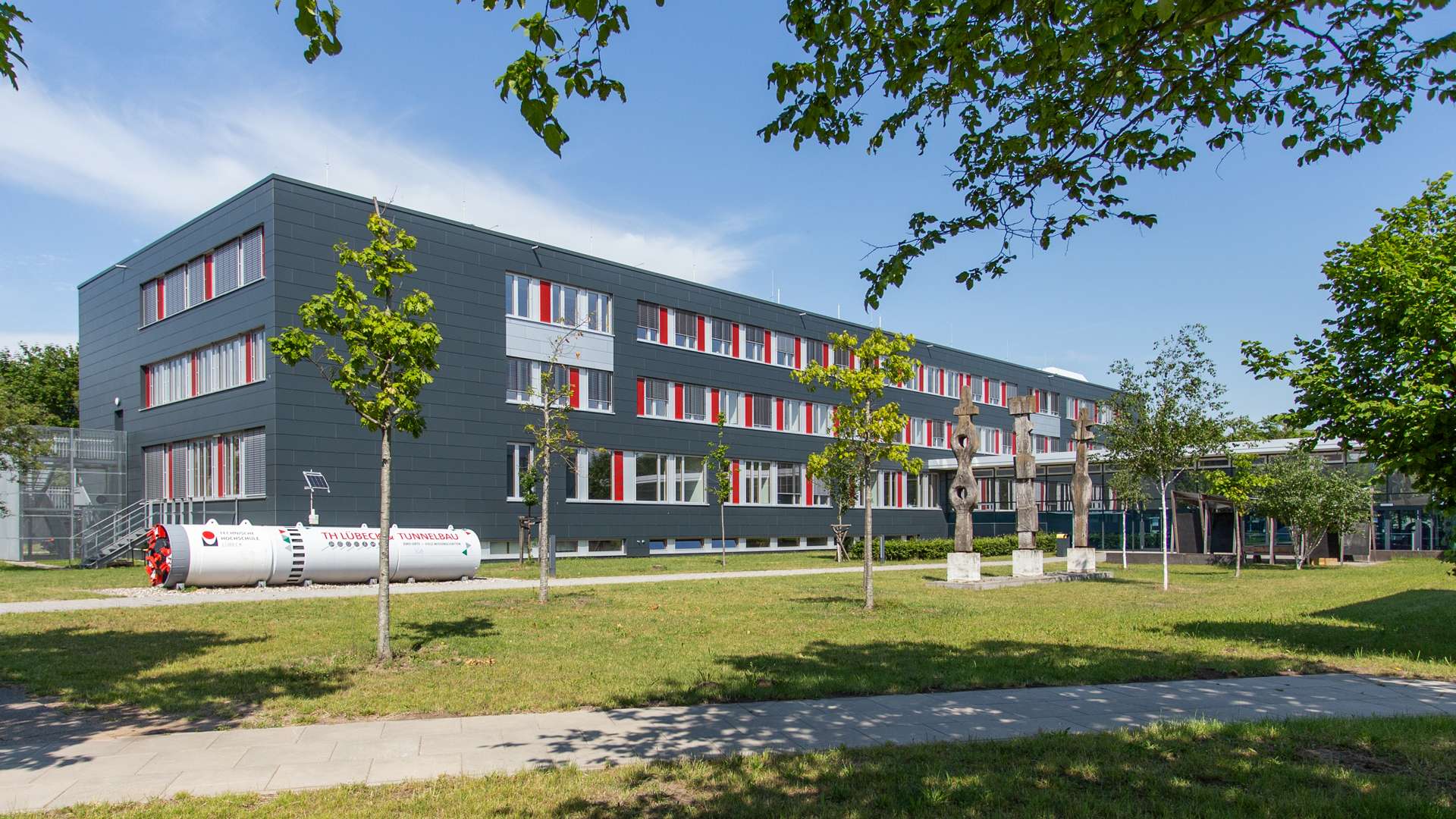
Fachbereich Bauwesen (2019)

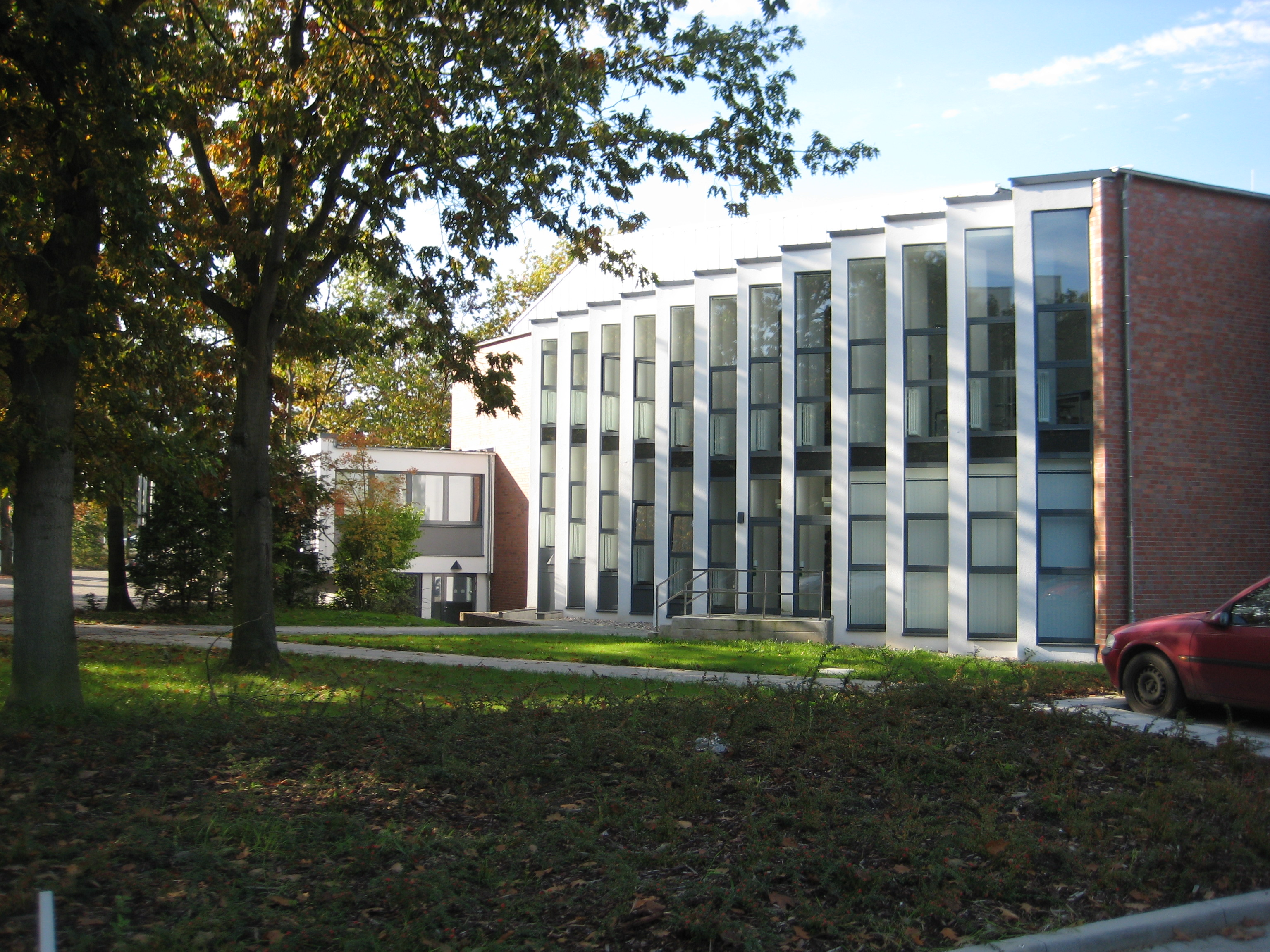
Hörsaal der Technischen Hochschule

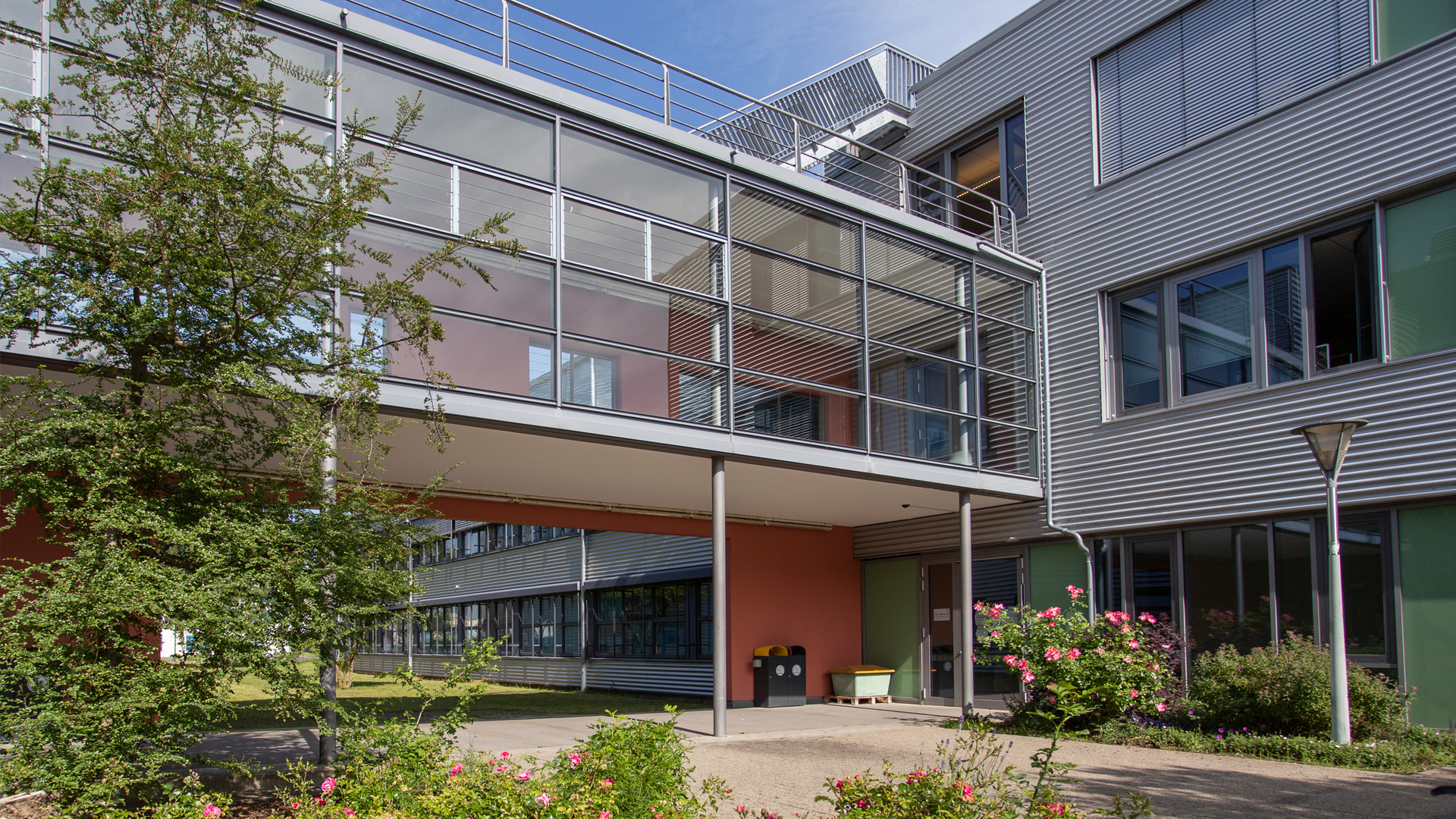
Neubauten auf dem Campus

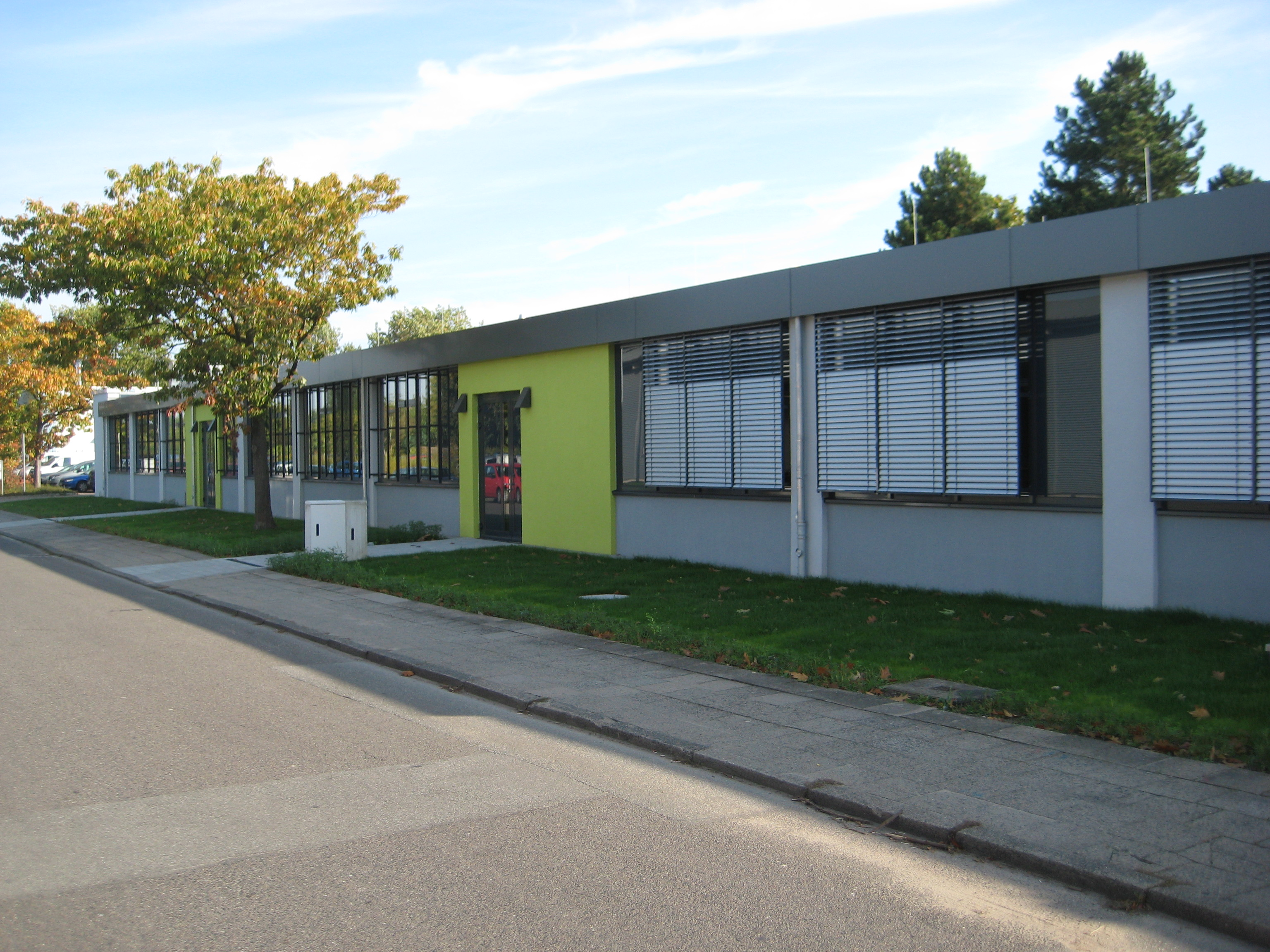
Technikgebäude

Die Technische Hochschule Lübeck (kurz: TH Lübeck; bis 2018 Fachhochschule Lübeck) ist eine deutsche Hochschule in Lübeck. An der Hochschule studieren rund 5.000 Menschen. Es gibt 43 Studiengänge, davon 26 mit Bachelor- und 17 mit Master-Abschluss.

## Geschichte
Die Technische Hochschule Lübeck blickt auf eine Geschichte bis zum Jahre 1808 zurück, in dem die Gesellschaft zur Beförderung gemeinnütziger Tätigkeit in Lübeck eine Navigationsschule, die spätere Seefahrtschule Lübeck, auf dem Kaisertor gründete. Nach einem Vortrag Friedrich Esmarchs 1885 in der Kaufmannschaft fanden dort auf das Betreiben Carl Türks die später für alle Seemannsschulen an der deutschen Küste für Steuerleute obligatorisch werdenden Unterweisungen im Samariterdienst (heute: Erste-Hilfe-Kurs) statt.
Die Fachhochschule wurde 1961 als Staatliche Ingenieursschule Lübeck geschaffen. Sie begann 1962 ihren Lehrbetrieb für Maschinenbau, Elektrotechnik und Physikalische Technik.
1969 wurden die drei Lübecker Ingenieursschulen zusammengelegt zur „Staatlichen Fachhochschule Lübeck für Technik und Seefahrt“ und im Jahr 1973 umbenannt in „Fachhochschule Lübeck“. Damit liegen die eigentlichen Wurzeln der Hochschule weiter zurück als die der Universität zu Lübeck, die erst im Jahre 1964 gegründet wurde.
Ab 1. September 2018 trägt die „Fachhochschule Lübeck (FHL)“ den neuen Namen: „Technische Hochschule Lübeck“.

## Fachbereiche
Alle Fachbereiche und Studiengänge
- Fachbereich Angewandte Naturwissenschaften
  - Angewandte Chemie
  - Biomedical Engineering
  - Biomedizintechnik
  - Chemie- und Umwelttechnik (auslaufend)
  - Hörakustik
  - Hörakustik und Audiologische Technik
  - Medical Microtechnology
  - Physikalische Technik
  - Regulatory Affairs
  - Technische Biochemie
  - Umweltingenieurwesen und -management
- Fachbereich Bauwesen
  - Architektur
  - Bauingenieurwesen
  - Nachhaltige Gebäudetechnik
  - Stadtplanung
  - Water Engineering
- Fachbereich Elektrotechnik und Informatik
  - Allgemeine Elektrotechnik
  - Angewandte Informationstechnik
  - Elektrotechnik – Energiesysteme und Automation
  - Elektrotechnik – Kommunikationssysteme
  - Informatik/ Softwaretechnik
  - Informationstechnologie und Design
  - IT-Sicherheit Online
  - Medieninformatik Online
  - Regenerative Energien Online
- Fachbereich Maschinenbau und Wirtschaft
  - Betriebswirtschaftslehre
  - Maschinenbau
  - Mechanical Engineering
  - Mechatronik
  - Wirtschaftsingenieurwesen
  - Wirtschaftsingenieurwesen Lebensmittelindustrie
  - Wirtschaftsingenieurwesen Online

## Forschung und Entwicklung
Die Technische Hochschule Lübeck gehörte in der Forschung und Entwicklung zu den bundesweit führenden Fachhochschulen, gemessen am Drittmittelaufkommen.
Fachliche Schwerpunkte der Forschung sind:
- Biomedizintechnik[5]
- Industrielle Biotechnologie[6]
- Wasserwesen
- Kunststofftechnik[7]

## Internationale Kooperationen
Ansehen hat die THL durch das seit 1994 bestehende Austauschprogramm mit der MSOE (Milwaukee School of Engineering) des Studiengangs Elektrotechnik erlangt. Weiterhin gibt es eine internationale Partnerschaft im Bereich Wirtschaftsingenieurwesen sowie im Bereich Maschinenbau.
Weitere Kooperationen und Austauschprogramme finden mit folgenden europäischen Ländern statt: Belgien, Dänemark, Finnland, Frankreich, Griechenland, Großbritannien, Irland, Italien, Lettland, Litauen, Niederlande, Österreich, Polen, Portugal, Schweden, Schweiz, Spanien, der Tschechischen Republik und der Ukraine. 
Außerhalb Europas hat die THL Partnerhochschulen in folgenden Ländern: China, Israel, Jordanien, Marokko und den USA. Besonders China bildet einen großen Länderschwerpunkt an der Fachhochschule.

## Online-Studium
Die Online-Studiengänge entstanden aus dem Bundesleitprojekt Virtuelle Fachhochschule (VFH), das am 1. September 1998 begann und bis Ende 2003 gefördert wurde. Maßgeblich beteiligt an diesem Projekt waren sieben Hochschulen aus unterschiedlichen Bundesländern, die sich zu einem Hochschulverbund zusammengeschlossen und unter Federführung der Fachhochschule Lübeck Online-Studiengänge entwickelt haben.
Entstanden sind ein Bachelor- und Masterstudiengang Medieninformatik und ein grundständiger und ein weiterbildender Studiengang Wirtschaftsingenieurwesen.
Die ersten Studierenden konnten zum Wintersemester 2001/2002 mit dem Online-Studium beginnen.
Das Besondere an diesem Studium ist, dass die Studierenden 80 % ihrer Fähigkeiten online erwerben können und nur 20 % des Studiums in Präsenz absolviert werden müssen. Dies eröffnete ganz neuen Zielgruppen den Zugang zu einem Studium, besonders Menschen, die aus unterschiedlichen Gründen zeit- und ortsunabhängig studieren wollen. Durch weitere Projektförderungen konnte das virtuelle Netzwerk weiter ausgebaut und zahlreiche Weiterbildungsangebote entwickelt werden.